# Staatsmark
Die Staatsmark ist eine im 16. Jahrhundert in Hamburg, Lüneburg, Wismar und Lübeck verbreitete Kursmünze aus Silber. Sie wurde von 1506 bis 1550 geprägt. Danach wandelte sich die Mark zur Rechnungsmünze.
Zu Beginn des 16. Jahrhunderts wurden in den Städten des Wendischen Münzvereins verschiedene Sorten an Markstücken der Lübischen Mark geprägt. Am 29. Dezember 1506 wurde der Beschluss gefasst, eine gemeinschaftliche Markmünze zu prägen. Die Münze trug auf der Rückseite die Umschrift „Statvs Marce Lvbice“ (Status Marce Lubice), die diesem Markstück den Namen gab.
Die Staatsmark wurde in drei verschiedenen Varianten ausgebracht. Der Feingehalt lag bei zwischen 906,25 und 930,5/1000 und bei einer Masse von zwischen 19,7 und 19,1 g. Eine Staatsmark enthielt damit zwischen 17,6 und 18 g Feinsilber.
Im Vertrag der vier Städte war festgelegt, dass die Markstücke auf der Rückseite die Wappen aller vier Städte tragen. Das Wappen der Stadt, in der die Münze tatsächlich geprägt wurde, steht dabei in der Mitte. Kleeblattförmig sind die Wappen der anderen Städte um das zentrale Wappen herum angeordnet.